# FEG PA-63
FÉG PA-63 — венгерский пистолет.
Производился на оружейном заводе Fegyver- és Gépgyár в Будапеште с 1963 года. После 1966 года PA-63 достаточно широко экспортировался в другие страны.

## Описание
FÉG PA-63 разработан на основе конструкции Walther PP, но имеет отличия в геометрии деталей и автоматический предохранитель. Автоматика пистолета работает за счет отдачи свободного затвора. Запирание канала ствола осуществляется массой кожуха-затвора и возвратной пружины. Ударно-спусковой механизм куркового типа с открытым курком, двойного действия.
Флажок предохранителя размещен на левой стороне кожуха-затвора. Магазин коробчатого типа, сменяемый, с однорядным размещением патронов. Защелка магазина размещена внизу рукояти. Прицельные приспособления открытого типа, постоянные, состоят из мушки и целика.

## Варианты
- FÉG PA-63 (Pisztoly 63 Minta - "пистолет образца 1963 года") - вариант под патрон 9 × 18 мм ПМ
- AP-63 (или PMK-380) — экспортный вариант под патрон 9×17 мм
- FÉG AP7.65 - экспортный вариант под патрон 7,65×17 мм
  - FÉG AP7.65S - экспортная модификация FÉG AP7.65 со стальной рамкой

Кроме того, венгерская частная компания "Keserű" выпускает 9-мм газовые пистолеты Keserű PA-63M, которые изготовлены из алюминиевого сплава и обеспечивают возможность стрельбы только газовыми и холостыми патронами.

## Страны-эксплуатанты
- ВНР - вооружённые силы, правоохранительные органы и спецслужбы ВНР
- Венгрия - после 1990 года армия и полиция инициировали программу по замене PA-63 на пистолеты под патрон стандарта НАТО 9x19mm Parabellum, но PA-63 оставался на вооружении венгерской армии до 1996 года и все ещё используется полицией[3]
- ГДР - в 1972-1987 годы около 30 тыс. 9-мм пистолетов PA-63 было закуплено, они состояли на вооружении под наименованием AP9[4]
- США - в период после 1989 года некоторое количество пистолетов было продано в США в качестве гражданского оружия[5]